# 灯籠鬢
灯籠鬢（とうろうびん）は石灯籠の笠のように左右に大きく張り出した鬢である。
江戸中期に大流行し、これを境に日本髪の鬢が大きくなり、逆に後ろ髪（つと）は収まっていく。

## 春信風
灯籠鬢の特徴は、鯨のひげなどの型を入れて大きく張り出した鬢を簾のようにまとめるところにある。
灯籠鬢の登場までの日本髪の鬢は、そのまま撫で付けて筋目などを入れるもの（錦祥女鬢など）が主流であったが、これを境に鬢の結い方は大きく変化していくこととなる。現代では結うのに手間がかかるのと整髪料（鬢付油）を多用したり、特殊な器具を必要とすることからあまり行われない。
美人画で有名な鈴木春信と同時代に流行し、春信が好んで絵に描いた島田髷（春信風島田）の女性は、この向こうがうっすらと透けて見える灯籠鬢を結っている。当時の女性たちは好みの形に仕上げるために、鯨のひげの型を蝋燭などであぶりながら形を整えていた。